# Dieter Manzke
Dieter Egon Wilfried Manzke (* 1. November 1939 in Damerow; † 9. August 2001 in Dahlewitz) wurde in Dahlewitz von fünf jungen Männern im Alter von 17 bis 22 Jahren in einem leer stehenden Gartenbungalow zu Tode gefoltert. Motiv der Täter war eine rechtsextreme Einstellung, aus der heraus sie Obdachlose als lebensunwerte Existenzen beurteilten.

## Leben
Seit 1991 war Manzke arbeitslos, bis dahin hatte er in der Dahlewitzer „Mühle“ Futtermittel hergestellt. Der Obdachlose Dieter Manzke wurde am 9. August 2001 in Dahlewitz, Brandenburg, Landkreis Teltow-Fläming, von fünf jungen Männern im Alter von 17 bis 22 Jahren in einem leerstehenden Gartenbungalow zu Tode gefoltert. Bei ihrer Festnahme gaben sie an, sie hätten sich von dem 61-jährigen „gestört gefühlt“ und „Ordnung schaffen“ wollen. Einer der Täter, der damals 22-jährige Dirk Baganz, gehörte der rechten Szene im Nachbarort Mahlow an. 
Der Verein Opferperspektive e. V. sammelte Spenden, um dem mittellosen Manzke zumindest ein würdevolles Begräbnis zu ermöglichen. Eine Bürgerinitiative aus dem Nachbarort Mahlow setzte sich ebenfalls für ein „würdiges Gedenken an Dieter Manzke“ ein, der jahrzehntelang in Dahlewitz gelebt und gearbeitet hatte. „Wir wollen auch bei den Begräbniskosten helfen, wenn nötig“, sagte Cordyline Bartz von der „AG Tolerantes Mahlow“. Die zuständige Amtsverwaltung in Rangsdorf (Landkreis Teltow-Fläming) teilte mit, dass aus ihrer Behörde niemand an der Beisetzung teilnehmen werde.
Die beiden Haupttäter Dirk Baganz und Dirk Relitz wurden zu je 13 Jahren Haft verurteilt. Zwei der drei weiteren Täter, der 19-jährige Ronny R. sowie der 21-jährige Ralf W., wurden wegen Mordes an Dieter Manzke zu acht und sieben Jahren Haft verurteilt. Einer höheren Strafe entgingen sie nur deshalb, weil auf sie das Jugendstrafrecht angewandt wurde, das die Höchststrafe auf zehn Jahre begrenzt.